# Mosconi Cup 2012
Beim Mosconi Cup 2012 handelte es sich um die neunzehnte Auflage eines seit 1994 jährlich stattfindenden 9-Ball-Poolbillardturniers, bei dem ein europäisches Team gegen ein US-amerikanisches Team spielt. 2012 wurde er in der York Hall im Londoner Stadtteil Bethnal Green in der Zeit vom 10. bis 13. Dezember ausgetragen. Titelverteidiger war das europäische Team, dem auch 2012 die Titelverteidigung gelang.

## Teilnehmer
Für das Team Europa spielten:
- Johan Ruijsink () (nichtspielender Mannschaftskapitän)
- Darren Appleton ()
- Nikos Ekonomopoulos ()
- Niels Feijen ()
- Chris Melling ()
- Nick van den Berg ()

Für das Team USA spielten:
- C.J. Wiley (nichtspielender Mannschaftskapitän)
- Johnny Archer
- Mike Dechaine
- Dennis Hatch
- Brandon Shuff
- Shane van Boening

## Regeln
- Turnierlänge: Gespielt werden maximal 21 Partien. Das Team, das zuerst 11 Partien gewinnt, gewinnt das Turnier.

- Matchlänge: Der Spielmodus in den Mannschaftswettbewerben ist Best of 9, d. h. 5 gewonnene Spiele reichen zum Satzgewinn.

- Wechselbreak: Der erste Anstoß wird ausgespielt, danach stoßen die Spieler oder Teams abwechselnd an, egal wer gewinnt.

- Wechselstoß: in den Teamwettbewerben rotieren die Spieler nach jedem Stoß zum nächsten Spieler der eigenen Mannschaft. Beim Mannschaftswettbewerb bedeutet das zum Beispiel, dass der anstoßende Spieler, versenkt er eine Kugel beim Anstoß, erst wieder bei der sechsten zu spielenden Kugel an den Tisch kommt.

- Zeitbegrenzung des Stoßes: Jeder Spieler hat 30 Sekunden Zeit zur Ausführung seines Stoßes. Beim ersten Stoß nach dem Anstoß gilt diese Regel jedoch nicht, jeder Spieler hat dann 60 Sekunden Zeit, sich die Situation auf dem Tisch anzusehen. In jedem Einzelwettbewerben haben die Spieler pro Spiel einmal die Möglichkeit, eine Extension, also eine Verlängerung der Zeit um weitere 30 Sekunden pro Stoß, zu verlangen.

- Breakbedingungen:

Das Rack wird dichter zur Tischmitte aufgebaut, sodass die 9 auf dem Fußpunkt liegt.
Ein Break ist nur dann korrekt, wenn mindestens drei farbige Kugeln einmal über die Kopflinie laufen. Versenkte Bälle werden von diesen drei Kugeln abgezogen, sodass beispielsweise nur noch zwei Kugeln die Kopflinie überqueren müssen, wenn eine andere gefallen ist. Durch diese Regel sollen die Spieler davon abgehalten werden, die Kugeln mittels eines kontrollierten Soft Breaks auf möglichst kleinem Raum zusammenzuhalten.
- Preisgeld: Die Spieler des Gewinner-Teams erhielten jeweils ein Preisgeld in Höhe von 15.000 US-Dollar; die der unterlegenen Mannschaft jeweils 7.500 US-Dollar.

## Ergebnisse
Der Spielplan sah wie folgt aus:
| Spiel | Datum      | Art    | Spieler Europa               | Ergebnis | Spieler USA          | Gesamtstand |
| ----- | ---------- | ------ | ---------------------------- | -------- | -------------------- | ----------- |
| 01    | 10.12.2012 | Team   | Team Europa                  | 3 - 5    | Team USA             | 0 - 1       |
| 02    | 10.12.2012 | Doppel | van den Berg – Melling       | 4 - 5    | Archer – Shuff       | 0 - 2       |
| 03    | 10.12.2012 | Einzel | Feijen                       | 5 - 0    | Dechaine             | 1 - 2       |
| 04    | 10.12.2012 | Doppel | Appleton – Ekonomopoulos     | 4 - 5    | van Boening – Hatch  | 1 - 3       |
| 05    | 10.12.2012 | Einzel | Appleton                     | 5 - 2    | Shuff                | 2 - 3       |
| 06    | 11.12.2012 | Doppel | Melling – Appleton           | 4 - 5    | Archer – Dechaine    | 2 - 4       |
| 07    | 11.12.2012 | Einzel | Ekonomopoulos                | 5 - 3    | van Boening          | 3 - 4       |
| 08    | 11.12.2012 | Doppel | Feijen – van den Berg        | 5 - 2    | Hatch – Shuff        | 4 - 4       |
| 09    | 11.12.2012 | Einzel | Melling                      | 5 - 3    | Hatch                | 5 - 4       |
| 10    | 11.12.2012 | Doppel | Appleton – Feijen            | 4 - 5    | Archer – van Boening | 5 - 5       |
| 11    | 12.12.2012 | Doppel | Ekonomopoulos – van den Berg | 5 - 4    | Dechaine – Shuff     | 6 - 5       |
| 12    | 12.12.2012 | Einzel | van den Berg                 | 4 - 5    | Archer               | 6 - 6       |
| 13    | 12.12.2012 | Doppel | Ekonomopoulos – Feijen       | 5 - 4    | Hatch – Dechaine     | 7 - 6       |
| 14    | 12.12.2012 | Einzel | Melling                      | 5 - 2    | Shuff                | 8 - 6       |
| 15    | 12.12.2012 | Einzel | Appleton                     | 5 - 0    | van Boening          | 9 - 6       |
| 16    | 13.12.2012 | Einzel | Ekonomopoulos                | 3 - 5    | Hatch                | 9 - 7       |
| 17    | 13.12.2012 | Einzel | Feijen                       | 1 - 5    | Archer               | 9 - 8       |
| 18    | 13.12.2012 | Einzel | Appleton                     | 1 - 5    | van Boening          | 9 - 9       |
| 19    | 13.12.2012 | Einzel | Melling                      | 5 - 2    | Shuff                | 10 - 9      |
| 20    | 13.12.2012 | Einzel | van den Berg                 | 5 - 2    | Dechaine             | 11 - 9      |